# Julian Kristoffersen
Julian Kristoffersen (sinh ngày 10 tháng 5 năm 1997) là một cầu thủ bóng đá người Na Uy thi đấu cho câu lạc bộ Ý Salernitana ở vị trí tiền đạo.